# Kalvøy
Kalvøy est une petite île habitée de la commune de Stavanger, en mer du Nord dans le comté de Rogaland en Norvège.

## Description
Kalvøy se trouve dans un archipel à l'embouchure du Gandsfjord et du Høgsfjorden (en), à environ 4,5 kilomètres à l'est du centre de la ville de Stavanger. L'île se trouve à proximité des îles de Lindøy et Hellesøy  et ensemble, les trois îles forment un "quartier" dans la ville de Stavanger. En 2016, les trois îles avaient une population totale combinée de 26. L'île n'est accessible qu'en bateau. L'île de Vassøy se trouve plus au nord.